# Zoe Hobbs
Zoe Hobbs (* 11. September 1997 in Stratford) ist eine neuseeländische Leichtathletin, die sich auf den Sprint spezialisiert hat. Sie ist Ozeanienrekordhalterin im 100-Meter-Lauf.

## Karriere
Erste internationale Erfahrungen sammelte Zoe Hobbs 2013 bei den Jugendweltmeisterschaften in Donezk, bei denen sie im 100-Meter-Lauf mit 11,97 s im Halbfinale ausschied und mit der neuseeländischen Sprintstaffel (1000 Meter) ebenfalls bereits im Vorlauf scheiterte. 2016 erreichte sie bei den U20-Weltmeisterschaften in Bydgoszcz das Halbfinale und schied dort mit 11,67 s aus, während sie mit der 4-mal-100-Meter-Staffel im Vorlauf disqualifiziert wurde. 2017 nahm sie erstmals an der Sommer-Universiade in Taipeh teil und schied dort über 100 Meter mit 11,85 s im Halbfinale aus, während sie im 200-Meter-Lauf mit 24,33 s in der ersten Runde ausschied. 2019 siegte sie bei den Ozeanienmeisterschaften in Townsville in 11,56 s über 100 Meter und gewann über 200 Meter in 23,68 s die Silbermedaille hinter der Australierin Riley Day. Daraufhin erreichte sie bei den Studentenweltspielen in Neapel das Finale über 100 Meter und wurde dort in 11,55 s Achte. Über 200 Meter belegte sie in 23,52 s Rang sieben und mit der 4-mal-100-Meter-Staffel gewann sie mit neuem Landesrekord von 44,24 s die Bronzemedaille hinter der Schweiz und Australien. Ende September nahm sie an den Weltmeisterschaften in Doha teil und schied dort über 100 und 200 Meter mit 11,58 s bzw. 23,94 s jeweils in der ersten Runde aus. 2020 siegte sie in 11,38 s beim Sir Graeme Douglas International und im Jahr darauf siegte sie in 11,45 s ebenfalls beim Sir Graeme Douglas International sowie in 11,57 s beim Meeting International de la Province de Liège. 2022 verbesserte sie ihren eigenen neuseeländischen Rekord auf 11,15 s und siegte kurz darauf mit 11,18 s beim Sir Graeme Douglas International. Anschließend erreichte sie bei den Hallenweltmeisterschaften in Belgrad das Halbfinale und schied dort mit 7,16 s aus, nachdem sie im Vorlauf mit 7,13 s einen neuen Ozeanienrekord aufgestellt hatte. Anfang Juni verteidigte sie bei den Ozeanienmeisterschaften in Mackay in 11,09 s ihren Titel über 100 Meter und Anfang Juli siegte sie in 11,25 s beim Karlstad GP. Anschließend erreichte sie bei den Weltmeisterschaften in Eugene mit Ozeanienrekord von 11,08 s das Halbfinale über 100 Meter und schied dort dann mit 11,13 s aus. Anschließend belegte sie in 11,19 s den sechsten Platz bei den Commonwealth Games in Birmingham.
2023 siegte sie mit neuem Ozeanienrekord von 10,97 s beim Sydney Track Classic und beim Sir Graeme Douglas International siegte sie in 11,02 s und beim Brisbane Track Classic in 11,20 s. Im Mai siegte sie in 11,20 s beim Seiko Golden Grand Prix im Juli steigerte sie den Ozeanienrekord in der Schweiz auf 10,96 s. Anschließend schied sie bei den Weltmeisterschaften in Budapest mit 11,02 s im Halbfinale aus. Im Jahr darauf siegte sie in 11,34 s beim Maurie Plant Meet über 100 Meter und kurz darauf belegte sie bei den Hallenweltmeisterschaften in Glasgow mit neuem Ozeanienrekord von 7,06 s den vierten Platz über 60 Meter. Im Mai siegte sie in 11,17 s beim Seiko Golden Grand Prix und im August schied sie bei den Olympischen Sommerspielen in Paris mit 11,13 s im Halbfinale aus. 2025 erreichte sie bei den Hallenweltmeisterschaften in Nanjing das Finale über 60 Meter und belegte dort in 7,13 s den sechsten Platz.
In den Jahren von 2017 bis 2025 wurde Hobbs neuseeländische Meisterin im 100-Meter-Lauf sowie 2017, 2019 und 2020 auch über 200 Meter. 2018 siegte sie auch mit der 4-mal-100-Meter-Staffel und 2021 in der 4-mal-400-Meter-Staffel.

## Persönliche Bestzeiten
- 100 Meter: 10,96 s (+2,0 m/s), 2. Juli 2023 in La Chaux-de-Fonds (Ozeanienrekord)
  - 60 Meter (Halle): 7,06 s, 3. März 2024 in Glasgow (Ozeanienrekord)
- 200 Meter: 23,19 s (+1,8 m/s), 10. Februar 2019 in Canberra